# Иван Драганов
Иван Драганов, известен и с псевдонима Комитата (1860 – 31 януари 1930), е български опълченец от ΙΙΙ рота на Пета дружина по време на Освободителната война, а по-късно и в Сръбско-българската война.
За него свидетелстват архивни документи и оригинални предмети, запазени в лични и музейни колекции.
След Освобождението Иван Драганов се завръща като земеделец в родното си село Сваленик недалеч от град Русе.

## Памет
На 21 септември 1922 г. Габровският градски общински съвет приема решение да обяви за почетни граждани опълченците, участвали в боевете на Шипка, сред които е и Иван Драганов.
На централния площад в родното село на опълченеца е издигнат паметник в негова чест.